# Psychologie
Psychologie (verouderd: zielkunde) is de academische discipline die zich bezighoudt met het innerlijk leven (kennen, voelen en streven) en het gedrag van mensen. Zij doet dit over het algemeen door het volgen van de wetenschappelijke methode, maar in sommige gevallen doet zij beroep op symbolische interpretatie en kritische analyse, naar het voorbeeld van andere sociale wetenschappen.
Het doel van de psychologie is het verwerven van kennis omtrent het doen en laten van de mensen, zowel in hun alledaagse omgeving als onder bijzondere omstandigheden. Met de opkomst van de gedragsgerichte stroming (behaviorisme) werd het object van de psychologie gereduceerd tot het uiterlijk waarneembare en meetbare gedrag van de mens, omdat het innerlijk leven zich niet objectief door wetenschappelijke waarneming zou laten registreren, maar alleen subjectief door introspectie en begrijpen. Niet iedere psycholoog kon zich vinden in dit primaat van het fysieke. Onder meer Carl Gustav Jung sprak in zijn essay "Das Grundproblem der gegenwärtigen Psychologie" (Het grondprobleem van de hedendaagse psychologie) uit 1931 in dit verband over een "Psychologie ohne Seele" (psychologie zonder ziel).
Men is van deze beperking teruggekomen, onder andere door de zogenaamde 'cognitieve revolutie' in de psychologie, door het grote maatschappelijke belang van de psychotherapie en door de connotaties die het woord 'psychologie' bij alledaagse taalgebruik oproept. Daarbij denkt men immers in de eerste plaats aan de motieven, emoties en gedachten die een mens tot bepaalde handelingen brengen, waarbij die motieven ook nog eens volkomen onbewust kunnen zijn. Zich uitsluitend beperken tot het uiterlijk waarneembare en meetbare gedrag is uit strikt wetenschappelijk oogpunt te verkiezen, maar veel van de psychologie voltrekt zich in het verborgene van het brein van individuele mensen, en wie het gedrag van mensen verklaren en begrijpen wil kan niet zonder theorieën over de werking van al die niet objectief waarneembare processen in de hersenen.
De psychologie wil het gedrag van mensen beschrijven, begrijpen en van daaruit soms ook kunnen voorspellen. Dat laatste lukt voor groepen van mensen (bijvoorbeeld: "de meerderheid zal zich zus en zo gaan gedragen") vrij aardig, maar op het niveau van het individu ("zij of hij zal zich zus of zo gaan gedragen") is de voorspellende kracht van de psychologie (nog) heel zwak.

## Geschiedenis van de psychologie

### Historiografie
De geschiedenis van psychologie als discipline begint in de tweede helft van de 19e eeuw. Traditionele geschiedenisboeken verbonden de geschiedenis van de psychologie met de geschiedenis van de filosofie, voornamelijk die van de geest. Maar sinds de jaren 70 van de 20e eeuw ontstond een nieuwe stroming binnen geschiedschrijving van psychologie die deze continuïteit van psychologie bekritiseerde. Er kwam meer aandacht voor de sociale context waarin psychologie opkwam en opereerde, waarbij de geschiedenis niet meer werd gezien als een opeenvolging van theorieën en historische figuren.
Aristoteles bijvoorbeeld de eerste psycholoog noemen is daardoor problematisch omdat psychologie als kennisdomein gewoonweg nog niet bestond en de filosofische ideeën over mensen fundamenteel anders waren. Deze beweging kwam tot stand door de verdere professionalisering van de geschiedenis van de psychologie als subdiscipline en door ontwikkelingen binnen geschiedenis en filosofie van de wetenschap. Er werd met een kritische blik naar de geschiedenis gekeken waarbij een universeel karakter van wat psychologie is niet zomaar werd aangenomen. Daardoor kwam er een focus te liggen op het multidisciplinaire karakter van psychologie die een trend op gang zette van geschiedschrijving over specifieke psychologische termen subdisciplines en sociale contexten. De geschiedenis van de psychologie vanuit verschillende intellectuele en demografische contexten benaderen is belangrijk omdat er niet vanuit kan worden gegaan dat er één ontstaansgeschiedenis is.

### Ontstaanscontext
Psychologie als wetenschappelijke en zelfstandige discipline kwam op in de late 19e eeuw, maar dit ontstond niet zomaar. Verschillende contexten in filosofie, fysiologie, psychiatrie en bijvoorbeeld biologie hebben ertoe bijgedragen dat er een nieuwe discipline werd gevormd. Deze contexten verschilden per regio. Waar bijvoorbeeld in Groot-Brittannië evolutie een belangrijke invloed had waren in Frankrijk de ideeën uit de psychiatrie belangrijk en in Duitsland die uit de experimentele fysiologie.

#### Filosofie
De term psychologie is afkomstige uit de 16e eeuw, maar had een andere betekenis dan nu. Psychologie stond voor de menselijke ziel beschreven volgens de gangbare Middeleeuws Christelijke filosofie. Psychologie als de studie van de geest werd populair door het werk van de filosoof Christian Wolff. Rond die periode kwam er binnen de filosofie een discussie op gang of er een wetenschap van de geest kon bestaan. Kant beargumenteerde dat een empirische psychologie niet op hetzelfde niveau kon staan als andere wetenschappen omdat mentale processen niet gekwantificeerd kunnen worden. Of psychologie een wetenschappelijke discipline kon zijn, werd toen een discussie over methode. Herbart heeft hier een belangrijke invloed op gehad door te beargumenteren dat mentale processen in theorie wiskundig benaderd konden worden.

#### Evolutie
Door mensen binnen de evolutie te plaatsen, werd het mogelijk het gedrag van mensen met dat van andere dieren te vergelijken. Ook kwam er interesse voor individuele verschillen in denken en gedrag tussen verschillende groepen mensen. Daarnaast werd onderzoek naar genetische processen en de link met gedrag populair, bijvoorbeeld voor crimineel gedrag of alcoholisme. Onder andere Francis Galton's onderzoek naar individuele verschillen en zijn statische methode had een grote invloed hierop. Met zijn onderzoek maakte hij ook het controversiële idee van eugenetica populair, dat tot in de eerste helft van de 20e eeuw ook op grote schaal werd toegepast. Deze trends hadden een grote invloed op de vorming van de psychologie en waren voorlopers van de latere ontwikkelingspsychologie en differentiële psychologie.

#### Fysiologie
Fysiologie als experimenteel veld kwam op in de 19e eeuw in Frankrijk. Fysiologen gingen nadruk leggen op het onderzoeken van lichaamsprocessen in plaats van de functies van specifieke organen. Hierdoor werd het experiment de belangrijkste manier van onderzoek doen. Onder andere onderzoek naar zintuiglijke waarneming werd populair. Belangrijke figuren in deze traditie waren Weber, Fechner, en Helmholtz. Fechner bouwde voort op onderzoek van Weber naar verschillen in de intensiteit van prikkels en formuleerde de Fechner-Weberwet. Fechner noemde dit onderzoek psychofysica. Helmholtz deed onderzoek naar optiek en probeerde de snelheid van signalen in het zenuwstelsel te meten. Ook de Nederlandse fysioloog Donders had met zijn onderzoek naar reactietijd voor het meten van de snelheid van mentale processen een belangrijke invloed op later psychologisch onderzoek. Fysiologie was belangrijk voor de ontwikkeling van experimentele psychologie omdat het een bruikbare methode gaf om mentale processen te kwantificeren.

#### Sociale Context
In de 19e eeuw veranderde het leven van mensen in een rap tempo. In deze periode groeide de bevolking snel, kwam de industrialisatie in volle gang en trokken mensen massaal naar de stad. Monarchieën werden verworpen of banden in en overheden democratiseerden. De snelle industrialisatie was deels te danken aan nieuwe ontwikkelingen in de wetenschap, hierdoor nam de wetenschap een prominentere plaats aan in de samenleving. In deze periode werd het geloof steeds vaker bekritiseerd of de rug toegekeerd, mensen zochten naar andere manieren om zichzelf te begrijpen. De populariteit van wetenschappelijk denken, de snel veranderende samenleving en de kritiek op het geloof zorgden voor een gunstig klimaat voor psychologie om uit te groeien tot een academische en praktische discipline.

### Vorming van de discipline
Institutionalisering en professionalisering zijn belangrijk om psychologie als autonome expertise en de psycholoog als individueel expert te erkennen. Erkenning van psychologie als een aparte professie is belangrijk voor haar institutionalisering. Het oprichten van onderzoeksinstituten en verenigingen, opleidingen en de mogelijkheid om af te studeren en een plaats in de samenleving dragen hier aan bij. Belangrijke processen binnen de professionalisering van een beroep zijn bijvoorbeeld de duur van de opleiding, de mate van specialisatie, regulatie van de beroepsgroep en gedragscodes.

#### Duitsland

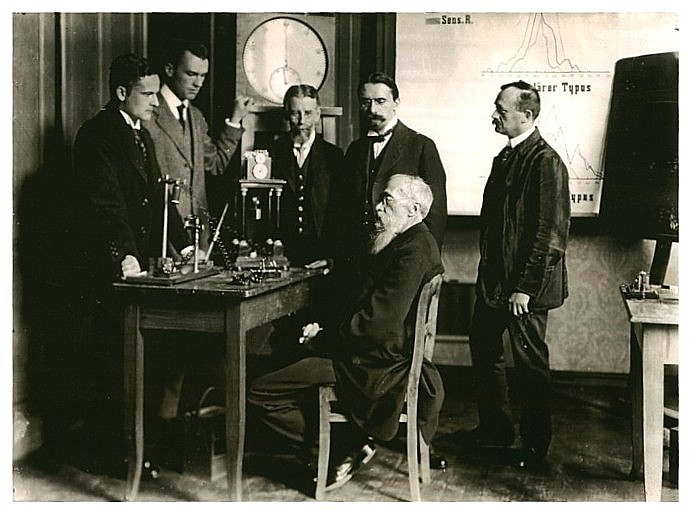
Wilhelm Wundt in zijn laboratorium in Leipzig

Door de populariteit van experimentele methodes en het prestige van de Duitse wetenschap investeerden Duitse universiteiten in onderzoekslaboratoriums en onderzoek werd onderdeel van het curriculum voor studenten. Ook lag er door hervormingen een nadruk op academische vrijheid en zelfbestuur door universiteiten. Dit was een gunstig klimaat voor Wundt, die in 1875 professor filosofie aan de Universiteit van Leipzig werd, om een psychologisch laboratorium op te richten. Dit deed hij in 1879. Veel van het onderzoek dat in het laboratorium werd gedaan werd gepubliceerd in het door hem opgerichte tijdschrift Philosophische Studien. Zijn lab trok veel belangstelling uit binnen- en buitenland. Studenten namen hun ervaring mee terug waardoor er een proces van internationale institutionalisering opgang kwam, zoals bijvoorbeeld het geval was in de Verenigde Staten. Er kwamen snel meer laboratoria van de grond, zoals in Heidelberg, opgericht door de psychiater Kraepelin, en in Göttingen door Georg Elias Müller.
De eerste vereniging in Duitsland, de Gesellschaft für Experimentelle Psychologie, werd in 1904 opgericht. Deze vereniging bestond op dat moment uit maar weinig mensen die zich echt psycholoog noemden en kwamen uit allemaal verschillende disciplines. Psychologie in Duitsland bleef nog lange tijd verbonden aan andere faculteiten. Tijdens de Tweede Wereldoorlog veranderde deze situatie en kwam er een universitair examen voor psychologen en kwamen er aparte posities voor hoogleraren psychologie.

#### Nederland
In 1876 werd Zielkunde een verplicht onderdeel van de studie filosofie. De eerste Nederlandse filosoof die zich vooral richtte op psychologie en daarbij een voorbeeld nam aan wat er in Duitsland gebeurde was Gerard Heymans. Hij werd in 1890 aangesteld als hoogleraar filosofie aan de Rijksuniversiteit Groningen en begon met het inrichten van een psychologisch laboratorium in 1892, daarmee het eerste in Nederland. Heymans' invloed op de academische psychologie was groot en er was ook een tijdlang sprake van de Groninger School. Psychologie werd aanvankelijk beoefend en toegepast door mensen die werkzaam waren in andere professies, zoals psychiaters, artsen en pedagogen.
In de jaren 1920 konden studenten voor het eerst examen doen in psychologie en werden de eerste hoogleraren psychologie aangesteld. Roels was de eerste in Nederland die zich zo mocht noemen toen hij in 1922 werd aangesteld bij de Universiteit van Utrecht.

#### Vlaanderen
Aan de Katholieke Universiteit Leuven was A. Thiéry de eerste hoogleraar in de psychologie aan het in 1889 opgerichte Hoger Instituut voor Wijsbegeerte. In 1892 richtte hij daar zijn eigen psychologisch laboratorium op. In 1923 ontstond aan de KULeuven de "École de Pédagogie et de la Psychologie appliquée a l'Éducation" (School voor Opvoedkunde en Toegepaste Psychologie van de Opvoedkunde). Tijdens de Tweede Wereldoorlog verwierf dit instituut een Nederlandstalige sectie. In 1967 werd het Instituut een onafhankelijke faculteit.
Aan de toenmalige Rijksuniversiteit Gent ontstond in 1927 een Hoger Instituut voor Opvoedkunde met een aanvankelijk driejarige opleiding. Vanaf 1969 werd dit een afzonderlijke faculteit. Vanaf het academiejaar 1994-1995 was er een onderscheid tussen de afstudeerdiploma's (licenties) enerzijds in de psychologie, anderzijds in de pedagogische wetenschappen.
Momenteel (2023) bieden 3 van de Vlaamse universiteiten een academische opleiding in the psychologie aan: naast de hogergenoemde UGent en KULeuven biedt de faculteit Psychologie en Educatiewetenschappen van de Vrije Universiteit Brussel masteropleidingen in de agogische wetenschappen, in de psychologie en in de onderwijskunde.

#### Internationaal
Er was ook samenwerking en contact tussen psychologen van verschillende landen, waardoor psychologie ook een internationaal karakter aannam. Het eerste internationale congres over psychologie vond plaats tijdens de wereldtentoonstelling van Parijs in 1889, met een afscheidsbanket op de eerste verdieping van de pas gebouwde Eiffeltoren. De jonge Poolse filosoof en parapsycholoog Julian Ochorowicz had het idee voor zo'n congres in 1881 in het Franse tijdschrift Revue Philosophique geopperd. Hij wilde de psychologie scheiden van de wijsbegeerte en zag nut om dit op internationale schaal te doen. Deelnemers kwamen uit 20 verschillende landen, de meeste uit Europa, en onder hen bevonden zich William James, Hugo Münsterberg en Théodule Ribot. Op dit congres werd het International Congress of Psychology Committee opgericht door de grote overeenstemming om zo'n congres te blijven organiseren. Het tweede congres vond plaats in Londen in 1892.

#### Toegepaste psychologie
Naast academische psychologie die zich vooral richtte op experimentele psychologie, heeft de toegepaste psychologie ook een grote rol gespeeld in de professionalisering en institutionalisering van psychologie. Een voorloper van toepaste psychologie en psychometrie was het testen van mentale capaciteiten van kinderen en arbeiders vooral in Engeland en Frankrijk. In de 19e eeuw ging ook het schoolsysteem op de kop. Basisonderwijs werd verplicht en kinderen moesten onderscheiden worden in hun prestaties en vermogens. Het meten van intelligentie werd een van de populairste manieren om dit te doen. In Groot-Brittannië deed Galton statistisch onderzoek naar wat hij algemene intelligentie noemde, de g-factor. Zijn ideeën werden erg populair en werden verder ontwikkeld, bijvoorbeeld door James Cattell in de Verenigde Staten. In Frankrijk was Binet een van de pioneers op het gebied van intelligentie testen. In contrast met Galton focuste Binet op hogere mentale functies. William Stern kwam met een manier om intelligentie gemeten met Binet's test te kwantificeren, het intelligentie quotiënt.
In het begin van de 20e eeuw richtten sommige psychologen zich op het grote publiek en het belang van professionele toegepaste psychologie. Hugo Münsterberg was een belangrijke stem voor het onderscheiden van een apart toegepast veld. Klinische psychologie begon op te komen en psychometrie nam een steeds belangrijkere plaats in bij het keuren van personeel. Maar de Eerste Wereld Oorlog leidde pas echt tot een explosie van toegepaste psychologie, voornamelijk door het inzetten van psychometrie bij het keuren van Amerikaanse soldaten.

## Wetenschappelijke psychologie
De wetenschappelijke psychologie wordt ingedeeld bij de gedragswetenschappen (in Vlaanderen gebruikelijk) of bij de sociale wetenschappen (meer in Nederland gebruikelijk) omdat mensen (en dieren) altijd samenleven met soortgenoten en als kind door hen worden verzorgd en grootgebracht. Hoe mensen zich in groepen gedragen is object van de sociale psychologie. Mensen verschillen van elkaar in tal van opzichten. Die verschillen zijn object van de persoonlijkheidsleer (of differentiële psychologie). Mensen worden als baby geboren en ontwikkelen zich mettertijd in gedrag, waarnemen, denken en beleven. Wat vroeger kinderpsychologie heette wordt tegenwoordig ontwikkelingspsychologie genoemd. De psychologische gerontologie wordt daar ook toe gerekend. Het waarnemen, leren, denken, spreken, onthouden en vergeten is object van de cognitieve psychologie (of functieleer), de leerpsychologie en de neuropsychologie. Specifiek voor de taal is er de psycholinguïstiek. Stoornissen in het gedrag, denken en beleven van mensen zijn object van de klinische psychologie, de psychopathologie, neuropsychologie en psychotherapie. Een van de vele soorten psychotherapie is de psychoanalyse, oorspronkelijk ontwikkeld door de Weense psychiater Sigmund Freud. De wetenschappelijke status van de psychoanalyse is omstreden.
Mensen werken met elkaar samen. Hoe zij dat doen en wat daaraan verbeterd kan worden is het object van de arbeids- en organisatiepsychologie. Onderdeel daarvan is de sportpsychologie.
Verschillen in gedrag, denken en beleven tussen bevolkingsgroepen en tussen volkeren met verschillende culturen zijn object van de cultuurpsychologie. Hier overlapt de psychologie sterk met de antropologie of etnologie, en de sociologie. Zo heeft de psychologie ook veel gemeen met de biologie, vooral op het punt van erfelijke aanleg van gedrag en gedragsstoornissen (zie biologische psychologie), de criminologie, de pedagogiek of opvoedkunde, de geneeskunde, de statistische data-analyse. Op het gebied van het denken over ethische vragen en dilemma’s, het zelfbewustzijn, het ontstaan en de werking van het geweten raakt de psychologie aan de filosofie, waaruit zij oorspronkelijk ook is voortgekomen.
In alfabetische volgorde zijn dit onder andere de vakgebieden waarin onderwijs gegeven wordt aan de Nederlandse en Vlaamse Universiteiten:

### Arbeids- en organisatiepsychologie
De Arbeids- en organisatiepsychologie bestudeert de mens in relatie tot zijn werk. In feite is het een vereniging van twee soorten psychologie: arbeidspsychologie en organisatiepsychologie (die weer veel ontleent aan de sociale psychologie). Een recente specialisatie binnen de arbeidspsychologie is de psychologie van arbeid en gezondheid, die zich richt op de relaties tussen de inhoud van het werk en de gezondheid van de werknemer.

### Biologische psychologie
De Biologische psychologie bestudeert de biologische basis van het gedrag en psychologische functies van mensen. Er kunnen hier in principe drie verschillende invalshoeken worden onderscheiden. Zo kan men primair geïnteresseerd zijn in de invloeden van cognitieve taakmanipulaties op menselijk gedrag en fysiologische processen. Ook kan het doel zijn individuele verschillen in gedrag en hieraan ten grondslag liggende genetische kenmerken en hersenfuncties in kaart te brengen. Ten slotte kan de biologisch psycholoog gericht zijn op onderzoek naar verandering van gedrag en fysiologische functies tijdens de menselijk levensloop.

### Culturele psychologie
De Culturele psychologie (ook wel cross-culturele psychologie genoemd) is de psychologie die zoekt naar verbanden en/of verschillen tussen bepaalde culturen in de wereld. In deze tak wordt het menselijke gedrag bestudeerd zoals dat direct beïnvloed wordt door de culturele omgeving waarin de mens leeft. Cultuur wordt hier beschouwd als een samenspel van materiële en immateriële zaken die door een groep mensen in een gemeenschap worden gedeeld en als beweeglijk in de tijd.

### Functieleer
De Functieleer is het terrein binnen de psychologie dat zich bezighoudt met onderzoek naar menselijke psychologische functies. Bijvoorbeeld onderzoek naar het gehoor, het zien, de tastzin, het geheugen, de emoties, de aandacht, de taalverwerving en het taalgebruik, het denken etc. Aanvankelijk heette dit terrein van onderzoek Experimentele psychologie, zoals ook tegenwoordig (2006) nog in het Engels 'Experimental psychology'. De benaming 'Functieleer' is door de Amsterdamse hoogleraar Duijker ingevoerd, omdat men inmiddels ook in andere takken van de psychologie 'experimenten' was gaan doen en hij dit verwarrend vond. De leerpsychologie kan gezien worden als tak van de functieleer maar krijgt hieronder toch een aparte behandeling.

### Klinische psychologie
Klinische psychologie is de toepassing van psychologie in een klinische (gezondheids-; Grieks klinè = bed) setting. De verschillende vormen van klinische psychologie worden ingezet ter verlichting van psychische spanningen en depressies en in het algemeen ter bevordering van de geestelijke gezondheid.

### Leerpsychologie
Binnen de psychologie houdt de leerpsychologie zich bezig met de studie van hoe mensen (en dieren) leren van hun ervaringen, hoe leerprocessen efficiënter verlopen kunnen en hoe de leerresultaten langer stand kunnen houden. De studie van de werking van het geheugen is hierbij essentieel.

### Neuropsychologie
De Neuropsychologie is de psychologie die zich primair bezighoudt met stoornissen en beschadiging van hersenfuncties, en de invloed hiervan op menselijk gedrag. Onderzoek van mensen met hersenschade en hieraan gerelateerde gedragsstoornissen kan daarbij belangrijke kennis opleveren wat betreft functionele specialisatie van bepaalde hersengebieden.

### Onderwijspsychologie
De Onderwijspsychologie is gericht op het optimaliseren van onderwijs- en leerprocessen in scholen, opleidingen en cursussen. Zij maakt daarbij gebruik van de leerpsychologie, de sociale psychologie en de ontwikkelingspsychologie.

### Ontwikkelingspsychologie
De ontwikkelingspsychologie bestudeert gedrag, denken en beleven van mensen in de verschillende levensfasen, vanaf de geboorte tot aan het einde van het leven. Aanvankelijk richtte men zich alleen op de ontwikkeling van baby tot volwassene, de periode van grootste ontwikkeling en verandering. Toen noemde men het nog 'kinderpsychologie' en 'puberteitspsychologie'. Maar omdat in deze termen het aspect van de voortdurende ontwikkeling en verandering van gedrag, denken en beleven, onvoldoende tot uiting kwam, en men juist geïnteresseerd was in de oorzaken en gevolgen van die ontwikkelingen, is men de term 'ontwikkelingspsychologie' gaan verkiezen.

### Persoonlijkheidsleer of Persoonlijkheidspsychologie
De Persoonlijkheidsleer bestudeert de verschillen en overeenkomsten in persoonlijkheid, temperament en karakter tussen mensen. Belangrijke aspecten van de persoonlijkheid zijn: hoe iemand zich gewoonlijk gedraagt ten opzichte van andere mensen, hoe hard iemand gewoonlijk wil werken, hoe nadenkend en intelligent iemand is, hoe vrolijk of somber gestemd, hoe kalm of opvliegend, enzovoorts.
Men zoekt daarbij naar de belangrijkste typen of soorten waarin mensen te onderscheiden zijn. Dit om het gedrag van die bepaalde typen beter te kunnen verklaren en voorzien.
De Differentiële psychologie maakt deel uit van de persoonlijkheidsleer. De nadruk in de differentiële psychologie ligt op de testleer als instrument voor de psychodiagnostiek.

### Sociale psychologie
De wetenschap van het gedrag van mensen in groepen en organisaties, maar ook van de beïnvloeding van het gedrag van individuen door groepsverwachtingen (onder andere rolgedrag) en door denkprocessen waarbij mensen zich met elkaar vergelijken. Er is overlap met de arbeids- en organisatiepsychologie en sociologie.

### Kritische psychologie
De Nederlandse hoogleraar Theo de Boer is een wijsgerig antropoloog die vraagtekens zet bij de wenselijkheid om ook de mens als 'object' van wetenschap te bestuderen. Zijn stelling, onder meer uiteengezet in 'Grondslagen van een kritische psychologie', is dat de moderne wetenschappen bij de studie van de mens - niet alleen wat betreft de psychologie maar ook de sociale, historische en cultuurwetenschappen - uitgaan van veronderstellingen die ontleend zijn aan het model van de natuurwetenschap. Ze kijken dus op dezelfde manier naar de mens alsof het een ding was en reduceren hem daardoor tot een natuurverschijnsel. De Boer pleit ervoor om de mens in de eerste plaats als een rationeel wezen te zien en dus de natuurwetenschappelijke (empirisch-analytische) benadering aan te vullen met wat hij noemt 'de postulaten van de dialoog'. Deze leveren het model voor het hermeneutisch begrijpen van de mens.